# Довголіття
Довголі́ття — соціально-біологічне явище, що характеризується тим що людина доживає до високих вікових рубежів, які значно перевищують середню тривалість життя. Довгожителем вважається людина старша 90 років. Людей, які досягли віку більше ніж 110 років називають супердовгожителями.

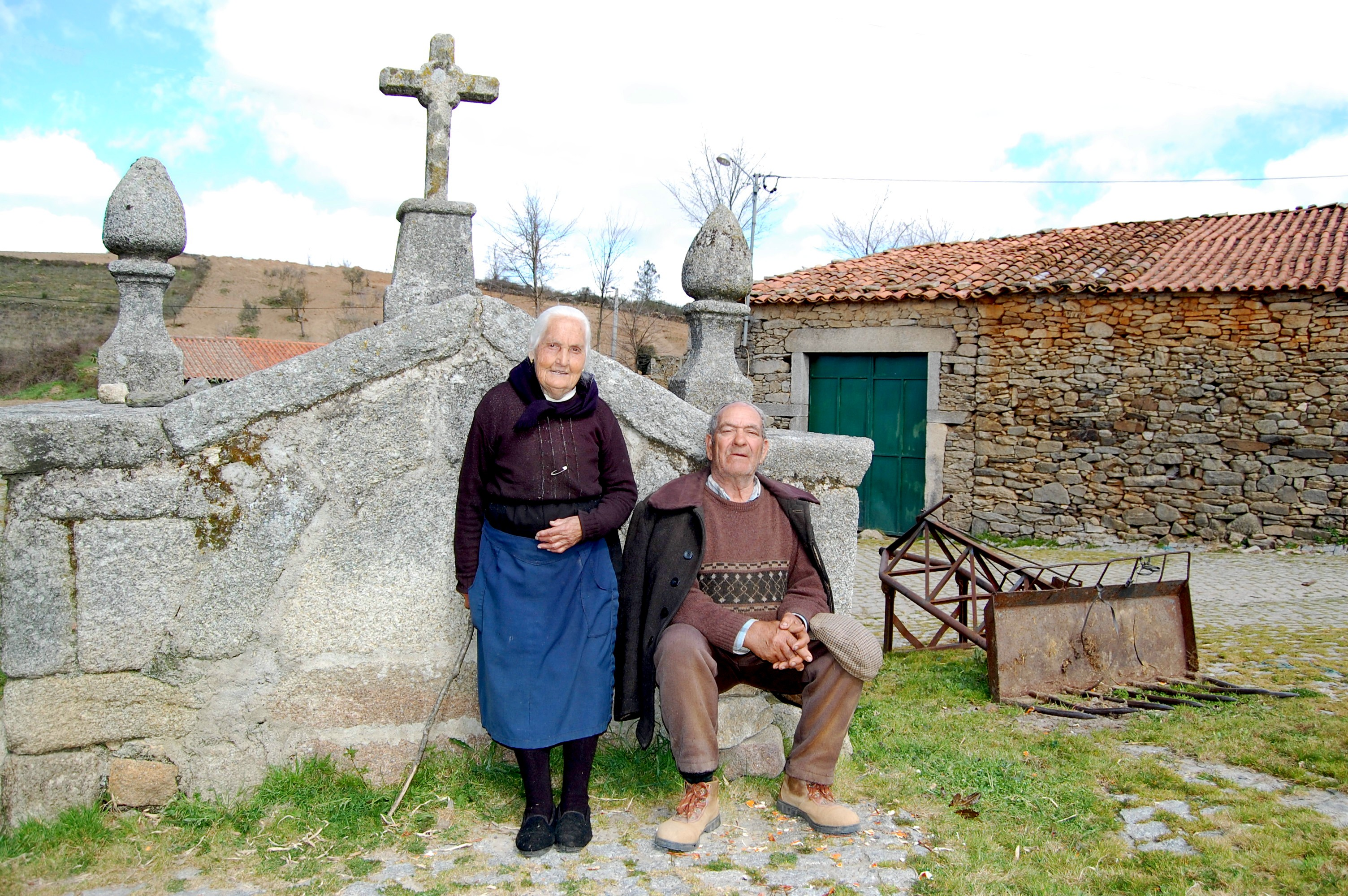
Літня пара, Португалія

Термін «довголіття» часто використовується в демографії (науці, що досліджує процеси відтворення населення), геронтології (науці про закономірності процесів старіння), використовується при розробці та описі методів збільшення тривалості життя.

## Фактори, що впливають на довголіття
Довголіттю людини сприяють різні чинники. Максимальна тривалість життя визначена нормами старіння, вродженою схильністю, що залежить від генів («гени Мафусаїла») і зовнішніх екологічних чинників. До основних факторів, які впливають на тривалість життя людини, відносять:
- Стать.
- Спадковість.
- Доступний рівень охорони здоров'я та гігієни.
- Дієта і якість їжі.
- Рівень фізичної активності.
- Спосіб життя.
- Соціальне середовище.

Середня тривалість життя (а значить і кількість довгожителів) відрізняється в різних країнах. Нижче наведено перелік тривалості життя в різних типах країн:
- Розвинені країни: 77–90 років (наприклад, Канада: 81,29 років, оцінка 2010 р.)
- Країни, що розвиваються: 32–80 років (наприклад, Мозамбік: 41,37 років, оцінка 2010 р.)

Зростає довговічність населення в міру зростання тривалості життя в усьому світі:
- Австралія: 80 років у 2002 році, 81,72 року в 2010 році;
- Франція: 79,05 років у 2002 році, 81,09 років у 2010 році;
- Німеччина: 77,78 років у 2002 році, 79,41 років у 2010 році;
- Італія: 79,25 років у 2002 році, 80,33 року у 2010 році;
- Японія: 81,56 року у 2002 році, 82,84 року у 2010 році;
- Монако: 79,12 року в 2002 році, 79,73 року в 2011 році;
- Іспанія: 79,06 років у 2002 році, 81,07 років у 2010 році;
- Велика Британія: 80 років у 2002 році, 81,73 року у 2010 році;
- США: 77,4 року у 2002 році, 78,24 року у 2010 році.

На думку медиків, неможливо виділити якийсь ізольований фактор, що забезпечує продовження тривалості життя людини. Довгожительство визначається «складною взаємодією спадковості і факторів зовнішнього середовища».

## Довгожителі
Визнаним авторитетом у вивченні довголіття є Група геронтологічних досліджень. Ця організація займається документальним підтвердженням довголіття тієї чи іншої людини за найсучаснішими стандартами. Згідно з їх даними формується список найстаріших людей в історії. Ось декілька історичних прикладів документально підтвердженого довголіття:
- Ейліф Філіпсен (норв. Eilif Philipsen, 21 липня 1682 року - 20 червня 1785 року; 102 роки і 333 дні, Норвегія) — перша людина в історії, яка досягла віку 100, 101 і 102 років (21 липня 1782 року), що було документально підтверджено.[3]
- Ґерт Адріанс Бомгард (нідерл. Geert Adriaans Boomgaard, 21 вересня 1788 року - 3 лютого 1899 року; 110 років і 135 днів, Нідерланди) — перша людина в історії, яка досягла віку 110 років (21 вересня 1898 року), що було документально підтверджено.[4]
- Маргарет Енн Неве (англ. Margaret Ann Neve, 18 травня 1792 року - 4 квітня 1903 року; 110 років і 346 днів, Велика Британія) — перша жінка в історії, яка досягла віку 110 років (18 травня 1902 року), що було документально підтверджено.[5]
- Жанна Кальман (фр. Jeanne Calment, 21 лютого 1875 року - 4 серпня 1997 року; 122 роки і 164 дні, Франція) — найстаріша людина, а також жінка в історії, чий вік було документально підтверджено.[6][7]
- Сара Кнаус (англ. Sarah Knauss, 24 вересня 1880 року - 30 грудня 1999 року; 119 років і 97 днів, США) — друга найстаріша людина, а також жінка в історії, чий вік було документально підтверджено.[7][8]
- Дзіроемон Кімура (яп. 木村 次郎右衛門; 19 квітня 1897 року -  12 червня 2013 року; 116 років і 54 дні, Японія) — найстаріший чоловік в історії, чий вік було документально підтверджено.[7]

## Наукові розробки
Дослідження закономірностей процесів старіння сприяє розробці методів збільшення тривалості життя. Довголіття досягається при здоровому способі життя і сприятливих умов довкілля.